# Dacorum

Localisation du district de Dacorum

Dacorum  est un district non métropolitain du Hertfordshire, en Angleterre. Il comprend les villes de Hemel Hempstead, Berkhamsted, Tring, ainsi que la partie ouest de Kings Langley. Il tire son nom de l'ancien hundred de Dacorum, qui recouvrait approximativement le même territoire.
Le district est créé le 1er avril 1974, par le Local Government Act de 1972. Il rassemble le district municipal de Hemel Hempstead, les districts urbains de Berkhamsted et Tring, les districts ruraux de Berkhamsted et Hemel Hempstead, et les portions des districts ruraux de St Albans et Watford intégrées à la ville nouvelle de Hemel Hempstead. Dacorum reçoit le statut de borough en 1984.

## Paroisses civiles
Ce district est entièrement découpé en paroisses, à l'exception de l'ancien borough municipal de Hemel Hempstead.
- Aldbury
- Berkhamsted (ville)
- Bovingdon
- Chipperfield
- Flamstead
- Flaunden
- Great Gaddesden
- Kings Langley
- Little Gaddesden
- Markyate
- Nash Mills
- Nettleden with Potten End
- Northchurch
- Tring (ville)
- Tring Rural
- Wigginton

## Source
- (en) Cet article est partiellement ou en totalité issu de l’article de Wikipédia en anglais intitulé « Dacorum » (voir la liste des auteurs).